# Organización de Estados Túrquicos
La Organización de Estados Túrquicos, anteriormente denominado Consejo Túrquico (en turco: Türk Konseyi, en azerí: Türk Şurası, en kazajo: Түркі кеңесі, en kirguís: Түрк кеңеш, en uzbeko: Turkiy Kengash) o Consejo de Cooperación de los Estados de Habla Túrquica, es una organización internacional intergubernamental fundada en 2009 entre Azerbaiyán, Kazajistán, Kirguistán y Turquía.

## Historia
El establecimiento del Consejo fue decidido en las Cumbres de Países Turcoparlantes que se vinieron realizando desde 1992. Nursultan Nazarbayev, presidente de Kazajistán, fue el padre de esta idea, proponiéndola en la cumbre de 1996. El paso decisivo fue dado en la IX Cumbre realizada en la ciudad de Najicheván, capital de la república autónoma homónima de Azerbaiyán, por lo que el acuerdo firmado en dicha ciudad el 3 de octubre de 2009 se conoce como el Acuerdo de Najicheván.
En 2018, Hungría se convirtió en un estado observador de la organización. Uzbekistán por su parte, anunció su intención de ser miembro de pleno derecho, acto que se hizo oficial en la cumbre del Consejo en Biskek (Kirguistán) el 12 de septiembre de 2019. 
Otros Estados turcos y túrquicos como la República Turca del Norte de Chipre (no reconocida internacionalmente) o Turkmenistán no son miembros del Consejo.

## Estructura y organización
Los principales órganos y organismos afiliados a o relacionados con el Consejo de Cooperación de los Estados de Habla Túrquica son:
- Consejo de Jefes de Estado
- Consejo de Ministros de Exteriores
- Comité de Funcionarios de Alto Nivel
- Consejo de los Aksakallar (Consejo de los Sabios, literalmente Consejo de los Barbas Blancas)
- Secretaría General
- Asamblea Parlamentaria (TÜRKPA)
- Academia Túrquica[3]
- Consejo Turco de Negocios[cita requerida]
- Organización Internacional de la Cultura Túrquica (Uluslararası Türk Kültürü Teşkilatı o TÜRKSOY)

Los jefes de Estado realizan una cumbre cada año de forma oficial y otra extraoficialmente. Los presidentes de parlamentos y delegaciones parlamentarios se reúnen periódicamente en Bakú, capital de Azerbaiyán.

## Sedes y secretario general
El Consejo de Cooperación de los Estados de Habla Túrquica tiene tres sedes: una en Estambul (Turquía), otra en Bakú (Azerbaiyán) y otra en Astaná (Kazajistán). Estambul es la sede de la Secretaría General, Bakú de la Asamblea Parlamentaria (TÜRKPA) y Astaná de la Academia Túrquica.
Halil Akıncı, ex-embajador turco, ha sido el primer secretario general del Consejo de Cooperación de los Estados de Habla Túrquica.

## Países miembros
| País         | Población  | Superficie (km²) | PIB (nominal)          | PIB per cápita (nominal) |
| ------------ | ---------- | ---------------- | ---------------------- | ------------------------ |
| Turquía      | 75.627.384 | 783.562          | 1,123 billón $         | 10.609 $                 |
| Azerbaiyán   | 9.356.500  | 86.600           | 93,055 mil millones $  | 10.400 $                 |
| Kazajistán   | 16.967.000 | 2.724.900        | 109,273 mil millones $ | 11.800 $                 |
| Kirguistán   | 5.482.000  | 199.900          | 12,016 mil millones $  | 2.009 $                  |
| Turkmenistán | 5.662.5443 | 488.100          | 42,764 mil millones $  | 7.411 $                  |
| Uzbekistán   | 32.979.000 | 447.400          | 238,997 mil millones $ | 7.350 $                  |

## Bandera y Día
La bandera oficial del Consejo de Cooperación de los Estados de Habla Túrquica fue adoptada en la segunda reunión del Consejo de Ministros de Asuntos Exteriores el 22 de agosto de 2012 en Biskek (Kirguistán). La bandera contiene símbolos relacionados con los cuatro países miembros fundadores del Consejo. Recibe su color turquesa de la bandera de Kazajistán, el sol del centro de la bandera de Kirguistán, la luna creciente de la bandera de Turquía y la estrella de 8 puntas de la bandera de Azerbaiyán.
En la X Cumbre del Consejo de Jefes de Estado, realizada el 16 de septiembre de 2010 en Estambul, el 3 de octubre (fecha del establecimiento del Consejo de Cooperación de los Estados de Habla Túrquica) fue declarado como el Día de Cooperación de los Países Turcoparlantes.